# Kövra
Kövra är en småort i Bergs kommun belägen i Myssjö distrikt (Myssjö socken) i södra Storsjöbygden.

## Samhället
Kövra Byskola är en friskola med förskola, förskoleklass, fritidshem och grundskola för årskurserna 1-6. Huvudbyggnaden byggdes på 1930-talet medan förskolan är inrymd i en byggnad från 1990-talet.
I Kövra finns sedan 1873 Myssjö baptistförsamlings lokaler, Gamla kapellet (invigt 1873) samt Betelkyrkan (även "Nya kapellet", invigt 1925).
Tidigare har det i samhället funnits ett kafé, två butiker, postkontor och ett bankkontor, av vilket bara lokalerna finns kvar idag och nyttjas som privatbostäder. 
Sedan 2014 finns ett kafé, Gl'a Musikkafé, i lokaler i mitten av byn.